# Copelatus gschwendtneri
Copelatus gschwendtneri es una especie de escarabajo buceador del género Copelatus, de la subfamilia Copelatinae, en la familia Dytiscidae. Fue descrito por Guignot en 1939.